# Малая Сосьва (верхний приток Северной Сосьвы)
Малая Сосьва — река на западе Ханты-Мансийского автономного округа России.
Длина реки — 42 км. Протекает в северо-восточном направлении по территории Берёзовского района. Берёт начало с восточных склонов Северного Урала. Слиянием с Большой Сосьвой образует Северную Сосьву в 754 км от устья, являясь её правой составляющей.
У Северной Сосьвы есть ещё и нижний, более крупный, приток с таким же названием, который впадает в 148 км от устья по правому берегу.

## Притоки
- 6 км: Саклингъя (пр)
- Турахтъя (лв)
- Пассос (лв)

## Данные водного реестра
По данным государственного водного реестра России относится к Нижнеобскому бассейновому округу, водохозяйственный участок реки — Северная Сосьва, речной подбассейн реки — Северная Сосьва. Речной бассейн реки — (Нижняя) Обь от впадения Иртыша.
Код объекта в государственном водном реестре — 15020200112115300023478.